# فابيان رونر
فابيان رونر هو لاعب كرة قدم سويسري في مركز الوسط، ولد في 17 أغسطس 1998 في زيورخ في سويسرا. شارك مع منتخب سويسرا تحت 21 سنة لكرة القدم. أما مع النوادي، فقد لعب مع نادي زيورخ.

## وصلات خارجية
- فابيان رونر على موقع الاتحاد الأوربي (الإنجليزية)
- فابيان رونر على موقع قاعدة بيانات كرة القدم.إي يو (الإنجليزية)
- فابيان رونر على موقع Soccerway.com (الإنجليزية)